# Giacomo Cattani
Giacomo Cattani (Brisighella, 13 januari 1823 - Ravenna, 14 februari 1887) was een Italiaans geestelijke en kardinaal van de Rooms-Katholieke Kerk.
Cattani stamde uit een adellijke familie. Hij studeerde aan het seminarie van Faenza en aan het Pauselijke Romeins Seminarie San Apollinare waar hij in 1842 in de wijsbegeerte en in 1845 in de theologie promoveerde. Hij werd op 20 september van dat laatste jaar tot priester gewijd. Na zijn wijding zette hij zijn studies voort aan de Pauselijke Ecclesiastische Academie, de diplomatenopleiding van de Heilige Stoel die in die dagen - ook in naam (Pontificia Accademia dei Nobili Ecclesiastici) - uitsluitend toegang bood aan priesters van adellijke komaf.
Nog tijdens zijn studie werd hij benoemd tot kanunnik van de Sint-Jan van Lateranen. In 1866 benoemde paus Pius IX hem tot pauselijk huisprelaat en tot apostolisch internuntius in Nederland. Hij bood zijn geloofsbrieven aan aan koning Willem III op 14 juni 1866.
In maart 1868 werd hij benoemd tot nuntius in België. Bij gelegenheid van deze benoeming werd hij verheven tot titulair aartsbisschop van Ancyra. In 1875 werd hij secretaris van de H. Congregatie voor het Concilie. Twee jaar later werd hij als nuntius naar Spanje gestuurd. In 1879 werd hij benoemd tot aartsbisschop van Ravenna.  Paus Leo XIII creëerde hem kardinaal tijdens het consistorie van 19 september 1879. De Santa Balbina werd zijn titelkerk.
De kardinaal stierf in 1887, na een lang en pijnlijk ziekbed.
- Istituto Centrale per il Catalogo Unico: PBEV000116
- Virtual International Authority File: 88783239